# Naissance de l'Odyssée
Naissance de l'Odyssée est un roman de Jean Giono, publié en 1930.

## Historique du texte
Élaboré entre 1925 et 1926, Naissance de l’Odyssée est le premier roman achevé de Jean Giono, bien qu’il n’en soit pas le premier publié. L’œuvre s’est en effet vue refusée par Grasset et ne paraîtra qu’en 1930, après le succès de Colline. Il faut noter que, depuis quelque temps, elle est l’objet d’un intérêt grandissant, peut-être dû à l’évocation qu’en fait Gérard Genette dans Palimpsestes.
Naissance de l’Odyssée réinvestit le mythe grec avec audace : le roman relate le retour chez lui d’un Ulysse craintif et trop volage, qui, après la guerre de Troie, s’est attardé d’île en île, de femme en femme, avant de revenir en Ithaque. La première partie nous livre ce retour, incognito, entre réminiscences, désir et peur. Aussi le personnage imagine-t-il ce qui deviendra L’Odyssée : il tisse une longue suite mensongère de prétendus exploits, et en s’inventant en héros, Ulysse justifie son absence de vingt ans. Il atteint son île dans la seconde partie.

## Une déconstruction burlesque de l’épopée
Le fait que l’œuvre s’ouvre sur un prologue dont le « caboulot du port »  a pour enseigne l’« Eros marin »  n’est pas innocent : dans Naissance de l’Odyssée Ulysse est un séducteur, et qui plus est un séducteur couard. On lit dans le roman : « Par-dessus la besace à mensonges il avait de tout temps porté la peur » .
Déjà, le long réquisitoire qu’Ajax prononce contre lui dans Les Métamorphoses laissait apparaître comme traits dominants la lâcheté et la fourberie du personnage. Les ruses d’Ulysse sont légendaires : dans L’Iliade et dans L’Odyssée, Homère décrivait sa facilité à duper les autres sur son identité.
Giono part de ce trait, et adopte un point de vue partial. Il se plaît ainsi à présenter un Ulysse peureux et infidèle, une Pénélope frivole qui reste sa digne compagne, car elle est une menteuse rusée tout aussi infidèle, un Télémaque parricide enfin –au moins dans l’idée– et des prétendants lâches. En un mot, Giono va à l’encontre de la sacralisation des personnages. 

## Une valorisation de la littérature par le mensonge
Cependant, si Giono cite deux fois Ronsard en épigraphe, qu’il considère comme un modèle de la beauté antique, c’est qu’il ne cherche pas totalement à dévaloriser L’Odyssée. Ce qu’il vise plus précisément à décrier dans son texte, ce sont les valeurs épiques de l’épopée ; du mensonge d’Ulysse il tire une poétique, une théorie tout entière du roman. 
La littérature serait, selon lui et par définition, une fable, une fiction, une fabulation. C’est Critus, le marchand de Naissance de l’Odyssée, qui donne la clé du roman : « Le vrai n'est pas toujours poli. Le mensonge, les poètes à leur gré le malaxent et l’étirent, l’adornent et ne le présentent que plaisant. J’aime mieux prendre du plaisir avec un mensonge que de bâiller devant de laides vérités. La vérité, nous la vivons, vous et moi. […] Qu’avons-nous besoin de retrouver encore ces ennuis dans la voix de l’aède ?» 
Le pouvoir qu’a la parole de créer une vérité autre, à côté de la réalité, fascine Giono.  C’est pourquoi A. Landes conclut que « la destruction du mythe épique s’ouvre aussitôt sur la création d’un mythe nouveau : la glorification de la littérature comme beau mensonge, supérieur à la décevante réalité, et, finalement salvateur ». 
À ce propos, Ulysse et Télémaque s’opposent dans la manière de raconter : alors que Télémaque et ses récits vrais ne sont pas écoutés, le roman se clôt sur l’avènement d’Ulysse et de son mensonge, donc de la fiction.

## Une vertu thérapeutique deL’Odyssée
De son propre aveu, la rédaction de Naissance de l’Odyssée s’est doublée pour Giono d’une réelle fonction vitale. Cela pour deux raisons : d’une part parce que L’Odyssée d’Homère est l’un des seuls textes à avoir survécu à l’horreur de la guerre que le futur auteur avait vécue dans les tranchées, et à pouvoir l’atténuer. Il raconte : « Vers l’époque 1920, je n'avais qu'une bible revenue blessée de la guerre et L’Odyssée. C’est cette Odyssée bleue et verte, toute mouillée des bavures de l’eau, que j’allais lire en colline pour me calmer le cœur » . À ce titre, l’on note que de manière significative, Giono a supprimé de son propre récit ce qui, de L’Odyssée originale, rappelait le plus la violence de L’Iliade : le massacre des prétendants. 
D’autre part, le retour de l’après-guerre s’avère difficile pour l’auteur : dépendant des grands espaces, on lui attribue un poste dans les souterrains de la banque de Marseille. L’écriture du roman devient une échappatoire : « J’ai préféré L’Odyssée parce que l’aventure était beaucoup plus bleue, si je peux dire. […] L’Iliade, c’était le feu et le sang, c’était rouge, tandis que là, c’était bleu, c’était vert, c’était dans les grands vents, c’était le vent, c’était l’effet des espaces, et pour moi c’était très important, parce que j’étais enfermé dans une banque où je travaillais toute la journée, et par conséquent, j’avais besoin d’espace ; j’avais besoin de cet espace spirituel que je trouvais dans L’Odyssée » . La reconstruction fictionnelle des paysages méditerranéens aida l’auteur à surmonter cet enfermement auquel il était condamné, et qui jurait tant avec le cadre offert par la cité antique.

## Œuvres connexes
- Ulysse,  James Joyce
- Bourlinguer, Blaise Cendrars